# Sedum adolphii
Sedum adolphii es una especie de la familia de las crasuláceas, comúnmente llamadas, siemprevivas, conchitas o flor de piedra (Crassulaceae), dentro del orden Saxifragales en lo que comúnmente llamamos plantas dicotiledóneas, aunque hoy en día se agrupan dentro de Magnoliopsida. El nombre del género significa “sedentario” o “estar sentado”, esto probablemente por sus hábitos de crecimiento; la especie al parecer está dada en honor a Adolphe-Théodore Brongniart, botánico y científico del siglo XIX, fundador de la paleobotánica moderna y quien ayudó a probar que el polen existe.

## Clasificación y descripción
Planta de la familia Crassulaceae; perenne, glabra, subarbustiva, tallos ramificados, ascendentes o decumbentes, lisos; hojas lanceoladas a oblanceoladas, agudas o subagudas, sésiles, alternas, amontonadas en el ápice de los tallos, incurvadas, de 3.5 cm de largo, cerca de 15 mm de ancho, verde amarillentas con borde rojizo, las hojas nuevas apresadoras y carinadas. Inflorescencia lateral, de 7-15 cm de largo, compacta, hemisférica, pedicelos de 12-15 mm de largo, flores de 18 mm de diámetro, pétalos blancos, nectarios cuadrados, rojizos.

## Distribución
Esta especie se ha registrado solamente México.

## Hábitat
No se conocen datos de su hábitat natural.

## Estado de conservación
No se encuentra catalogada bajo algún estatus o categoría de conservación, ya sea nacional o internacional. Es muy conocida como planta ornamental.